# Selene vomer
Selene vomer hay còn được biết với tên tiếng Anh là cá Lookdown (cá nhìn xuống) hay là cá khế trăng,cá bè trăng là một loài cá trong họ cá khế Carangidae. Loài này được mô tả bởi Carolus Linnaeus. Chúng cũng được nuôi thông dụng trong bể cá cảnh. Chúng được nhắc đến trong Chương trình Tanked (làm bể) của kênh Animal Planet.

## Đặc điểm
Chúng là loài có thể phản xạ ánh sáng phân cực từ cơ thể chúng một cách đặc biệt, khiến chúng dường như biến mất trong mắt kẻ thù, có thể ngụy trang tốt nhất trong ánh sáng phân cực. Người ta đã giải mã được sự biến mất của nhiều loài cá trước mặt kẻ thù trong đại dương, cá sử dụng các vi cấu trúc trên các tế bào da của chúng để phản xạ ánh sáng phân cực, cho phép chúng dường như biến mất khỏi tầm quan sát của kẻ thù. Nhiều loại cá có khả năng phát hiện sự thay đổi trong ánh sáng phân cực. 